# 云峰大道站
云峰大道站是贵阳轨道交通2号线的地铁车站，位于中华人民共和国贵州省贵阳市白云区中环路与云峰大道交叉口，于2021年4月28日开通。

## 车站结构
云峰大道站沿云峰大道呈東西向设置，为地下二层岛式站台车站，车站地下一层为站厅层，地下二层为站台层。
| 地面              | 出入口 | A、B、C出入口                                                                                           |
| 地下一层          | 站厅   | 客服中心、自动售票机、验票机                                                                            |
| 地下二层          | 站台   | \| \| \| █ 2号线往白云北路（） \| \| 島式 · 開左邊车门 \| \| \| \| \| \| █ 2号线往中兴路（泉湖公园） \| |
|                   |        | █ 2号线往白云北路（）                                                                                   |
| 島式 · 開左邊车门 |        | |
|                   |        | █ 2号线往中兴路（泉湖公园）                                                                             |

## 车站出口
雲峰大道站共有3个出入口，各出口及周围设施如下所示：
| 编号                | 出入口信息 | 照片 | 无障碍设施 |
| ------------------- | ---------- | ---- | ---------- |
| A · 出口 · （设有） |            |      |            |
| B · 出口 · （设有） |            |      |            |
| D · 出口            |            |      | 不適用     |
| 图例： 设有         |            |      |            |

## 车站历史
本站建设时期工程名为白雲行政中心站，开通前正式命名为雲峰大道站，站名来自车站所处的雲峰大道。
- 2021年4月28日，车站随2号线工程通车开通[1]。